# United24
United24 (ukrainien : Об'єднані24) est une plateforme de donation gérée par le gouvernement ukrainien lancée le 5 mai 2022 pour collecter des fonds en faveur de l'Ukraine dans le cadre de l'invasion de l'Ukraine par la Russie.

## Histoire
Le 3 mai 2022, le Premier ministre ukrainien Denys Chmyhal annonce qu'une plateforme de collecte de fonds en faveur de l'Ukraine sera bientôt lancée.

« Tout le monde peut faire un don et aider l'Ukraine à lutter pour sa liberté. Nous voulons unir le monde autour du soutien à notre État. Des gens ordinaires, des fondations caritatives, des entreprises internationales, des leaders d'opinion du monde entier. La création de la plateforme est également nécessaire pour faire preuve d'un maximum de transparence et d'ouverture dans l'utilisation des fonds collectés : où et à qui ils sont destinés. »

— Denys Chmyhal, Premier ministre Ukrainien
Le 5 mai 2022, le président ukrainien Volodymyr Zelenskyy annonce le lancement de l'initiative United24, dont le premier volet est une plateforme en ligne de collecte de fonds pour soutenir l'État. Les fonds récoltés seront répartis dans trois domaines : la défense et le déminage, l'aide humanitaire et médicale, et la reconstruction de l'Ukraine.
Le Chakhtar Donetsk s'est associé à United24 pour l'initiative "Pitch in for Ukraine" en août 2022. Le président Zelensky rencontre les ambassadeurs du projet en août pour discuter de la création d'un nouveau programme jeunesse pour United24.

## Ambassadeurs

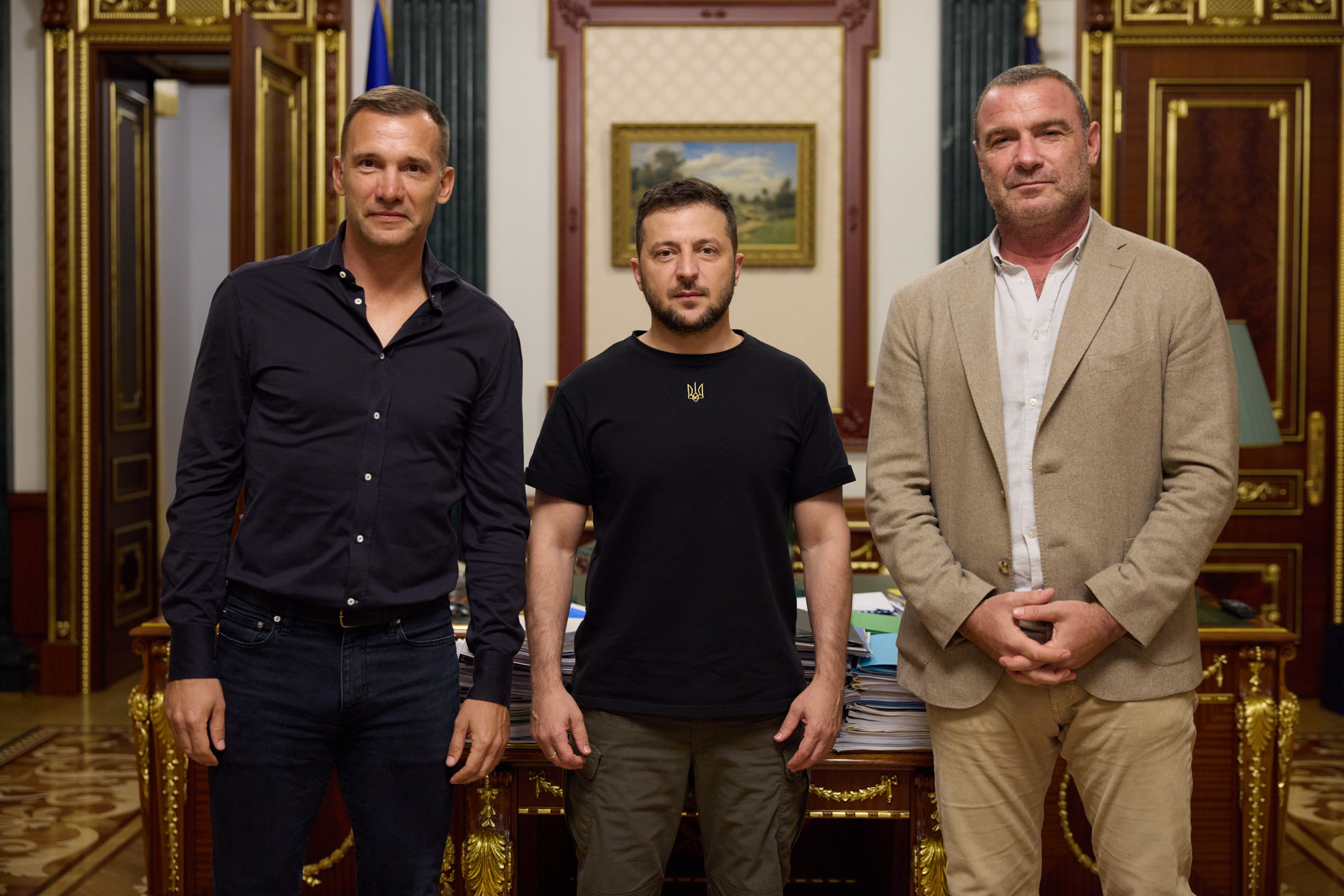
Rencontre du président de l'Ukraine (au centre) avec les ambassadeurs de United24 Andriy Chevtchenko (à gauche) et Liev Schreiber (à droite), le 16 août 2022.

| Nom                 | Remarques                                                            | Rôle                | Depuis            | Réf    |
| ------------------- | -------------------------------------------------------------------- | ------------------- | ----------------- | ------ |
| Andriy Chevtchenko  | Ancien joueur de football et manager                                 | Premier ambassadeur | 18 mai 2022       | ,      |
| Elina Svitolina     | Joueuse de tennis                                                    | Second ambassadeur  | 7 juin 2022       | [ 11 ] |
| Imagine Dragons     | Groupe de musique                                                    | Ambassadeurs        | 25 juillet 2022   | [ 12 ] |
| Liev Schreiber      | Acteur                                                               | Ambassadeur         | juillet 2022      | [ 13 ] |
| Demna Gvasalia      | Designer pour Balenciaga                                             | Ambassadeur         | juillet 2022      | [ 13 ] |
| Barbra Streisand    | Chanteuse et actrice américaine                                      | Ambassadeur         | 22 septembre 2022 | [ 14 ] |
| Mark Hamil          | Acteur                                                               | Ambassadeur         | 29 septembre 2022 | [ 15 ] |
| Scott Kelly         | Astronaute                                                           | Ambassadeur         | 27 octobre 2022   | [ 16 ] |
| Timothy Snyder      | Historien                                                            | Ambassadeur         | 2 novembre 2022   | [ 17 ] |
| Natus Vincere       | équipe d'esport                                                      | Partenariat         | 18 novembre 2022  | [ 18 ] |
| Brad Paisley        | Chanteur                                                             | Ambassadeur         | 24 janvier 2023   | [ 19 ] |
| Michel Hazanavicius | Metteur en scène, scénariste, monteur, et producteur                 | Ambassadeur         | 2 février 2023    | ,      |
| Katheryn Winnick    | Actrice                                                              | Ambassadeur         | 1 mars 2023       | [ 22 ] |
| Bear Grylls         | Aventurier, écrivain, présentateur de télévision et homme d'affaires | Ambassadeur         | 29 mars 2023      | [ 23 ] |
| Richard Branson     | Entrepreneur britannique                                             | Ambassadeur         | 10 avril 2023     | [ 24 ] |